# گروه آرش
گروه آرش یا فدائیان میهن یک سازمان سیاسی ناسیونالیست بود.
این سازمان سیاسی در سال ۱۳۲۲ در تهران و توسط پرویز اهورا تأسیس شد خط مشی این گروه ناسیونالیسم بود.این گروه اگرچه اعضای فعالیت‌های زیادی داشتند ولی همانند سایر احزاب تشکیل شده در اوایل دهه بیست نتوانستند مدت زیادی فعالیت داشته باشند و بعد از مدتی منحل شده و اعضای به گروه انتقام یا انجمن پیوستند.
اعضای این گروه در زمان به هم رسیدن یا از هم جدا شدن به جای سلام یا خداحافظ می گفتند:«پاینده ایران»